# San Giacomo Maggiore, Bologna
Bazilika San Giacomo Maggiore je zgodovinska rimskokatoliška cerkev v Bologni, deželi Emilija - Romanja, Italija, ki služi samostanu avguštinskih bratov. Zgrajena je bila leta 1267 in med drugim hrani kapelo Bentivoglio s številnimi renesančnimi umetninami.

## Zgodovina
Ob obzidju Bologne, ob reki Saveni, se je že leta 1247 ustanovila skupnost puščavnikov, ki jo je ustanovil blaženi Janez Dobri iz Modene. Ustanovili so samostan s cerkvijo, posvečeno sv. Jakobu Velikemu (ital. San Giacomo Maggiore). Puščavnike je leta 1256 papež združil z drugimi puščavniškimi skupnostmi v regiji, da bi oblikovali Red puščavnikov svetega Avguština, pri čemer je bil eden izmed njih izvoljen za prvega generalnega predstojnika novega reda. Ker so tedaj potrebovali večji verski kompleks znotraj obzidja, so leta 1267 začeli graditi novo cerkev na sedanji lokaciji. Stavba je bila dokončana leta 1315, vendar je bila posvečena leta 1344, ko je bil dokončan del apside. Cerkev, zgrajena v umirjenem romanskem slogu (z nekaterimi gotskimi elementi, kot so ogivalna okna), je imela eno ladjo z vidnimi tramovi in se je zaključila s poligonalno apsido-kapelo in dvema kvadratnima kapelama.
V 15. stoletju je družina Bentivoglio zgradila svojo družinsko kapelo v cerkvi (1463–1468) in dodala tudi dolg portik na Via San Donato (1477–1481). Na drugi strani cerkve je bočna stran Palazzo Malvezzi de' Medici iz leta 1560. Leta 1471 so dvignili zvonik in v letih od 1483 do 1498 notranjost v veliki meri prenovili z novim stropom in kupolo. V stranskih stenah so nastale nove kapele, ki so jih sčasoma okrasili z renesančnimi in baročnimi oltarji ter poslikavami.
Avguštinski bratje so bili izgnani med francosko okupacijo v začetku 19. stoletja. Vrnili so se leta 1824, čeprav je del samostana ostal glasbena šola, zdaj Conservatorio Giovanni Battista Martini. S protiklerikalnimi zakoni, ki so ponovno zatrli verske redove, ki jih je uzakonila nova Kraljevina Italija, so se bratje odpovedali samostanu in obdržali le posest cerkve.

## Opis

### Zunanjost
Pročelje je najstarejši del cerkve s poznoromanskimi proporci. Okraske iz istrskega kamna na ogivalnih oknih v beneškem slogu so dodali lombardijski mojstri leta 1295. Štiri pogrebne celice so bile dodane v začetku 14. stoletja, kmalu za temi v portiku, ki so iz 13. stoletja in so imele freske (sedaj znotraj cerkve); prvotni vhodni portik je bil spremenjen v istem obdobju.
Portik, ki ga tradicionalno pripisujejo Tommasu Filipiju, je imel 36 korintskih stebrov. Entablatura ima friz. Portik omogoča tudi dostop do dveh križnih hodnikov, enega iz 15. in drugega iz 16. stoletja. Kompleks omejuje edini ohranjeni del bolonjskega obzidja iz 11. stoletja. Ob njih je oratorij svete Cecilije v samostanskem križnem hodniku. Oratorij vključuje plošče s freskami renesančnih slikarjev Francesca Francia, Lorenza Coste in Amica Aspertinija. Portik in zvonik iz 15. stoletja, ki ga je zgradila družina Bentivoglio.
Cerkev ima renesančno kupolo, ki jo je zasnoval Antonio Morandi.

### Notranjost
Notranjost ima renesančno in baročno dekoracijo. Oboki imajo freske, ki so jih leta 1495 izdelale delavnice Francia in Lorenza Coste. Obstajajo številne kapele: med glavnimi sta kapela Poggi z umetninami Pellegrina Tibaldija in kapela Bentivoglio.

### Kapela Bentivoglio
Ta element bazilike je zasnoval Pagno di Lapo Portigiani (1463–1468). Ima tlak iz majolike iz delavnice Della Robbia (1498) s sledovi grba Bentivoglio. Poslikano dekoracijo je izdelal Lorenzo Costa starejši in vključuje Bentivogliov oltar. Oltarno sliko je delo Francesca Raibolinija (ok. 1494). Grobnico Antona Galeazza Bentivoglia je leta 1438 izklesal Jacopo della Quercia.

### Kapela Poggi
To kapelo je zgradil kardinal Giovanni Poggi (1493–1556), domačin, ki je v njej pokopan. Poggi je spoznal Pellegrina Tibaldija, prav tako rojenega v Bologni, potem ko se je slikar leta 1547 preselil v Rim, in mu kasneje naročil slikanje Palazzo Poggi v njihovem domačem kraju. Tibaldi se je leta 1555 vrnil v mesto in za kardinala naslikal freske v njegovi palači in družinski kapeli. To delo velja za Tibaldijevo mojstrovino. V tej kapeli sta dva Tibaldijeva portreta kardinala, po eden na vsaki strani oltarja. Tisti na levi ga prikazuje kot papeškega nuncija v Španiji, tisti na desni pa ga prikazuje pozneje v njegovi karieri, kot kardinala.

### Drugo
Druga umetniška dela so poliptih relikvije svetega križa Paola Veneziana, Devico v slavi Bartolomea Cesija (konec 16. stoletja) in poznogotsko razpelo iz zgodnjega 15. stoletja v kapeli Malvezzi.